# 弗里多尔赛姆
弗里多尔赛姆（法語：Friedolsheim，法語發音：[fʁidɔlsaim] ⓘ）是法国下莱茵省的一个市镇，属于萨韦尔讷区。

## 地理
弗里多尔赛姆（48°42'23"N, 7°29'5"E）面积3.52 平方千米，位于法国大東部大區下莱茵省，该省份为法国大陆部分最东部的省份，是阿尔萨斯的一部分，今与上莱茵省组成了阿尔萨斯欧洲集体，其南至上莱茵省，西南接孚日省和默尔特-摩泽尔省，西接摩泽尔省，北与德国接壤，东侧沿莱茵河与德国相望。
与弗里多尔赛姆接壤的市镇（或旧市镇、城区）包括：利特奈姆、阿尔特奈姆、朗代尔桑、梅诺尔赛姆、塞索尔赛姆、沃尔沙伊姆。
弗里多尔赛姆的时区为UTC+01:00、UTC+02:00（夏令时）。

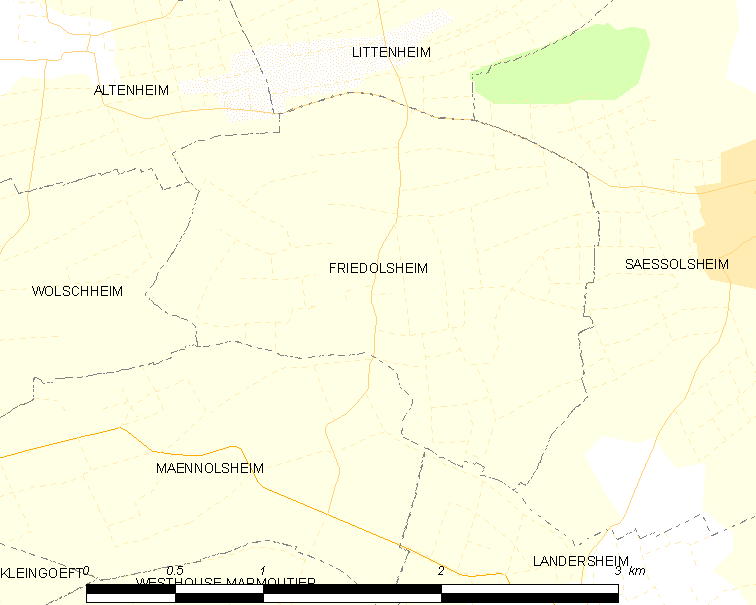
弗里多尔赛姆的OSM定位图

## 行政
弗里多尔赛姆的邮政编码为67490，INSEE市镇编码为67145。

## 政治
弗里多尔赛姆所属的省级选区为萨韦尔讷县。

## 人口

1962-2008年间弗里多尔赛姆人口变化图示

弗里多尔赛姆于2022年1月1日时的人口数量为266人。